# Kreativität
Kreativität ist die Fähigkeit, etwas zu erschaffen, was neu oder originell und dabei nützlich oder brauchbar ist. Darüber hinaus gibt es verschiedene Ansätze, was Kreativität im Einzelnen auszeichnet und wie sie entsteht.
Das Wort Kreativität bezeichnet im allgemeinen Sprachgebrauch vor allem die Eigenschaft eines Menschen, schöpferisch oder gestalterisch tätig zu sein. Falsch ist jedoch die verbreitete Vorstellung, dass Kreativität nur mit Berufen oder Tätigkeiten aus den Bereichen der bildenden Kunst und der darstellenden Kunst verbunden sei (sogenannte art bias).
Es wird zwischen alltäglicher (small c) und außergewöhnlicher (Big C) Kreativität unterschieden. Außergewöhnliche Kreativität ist die herausragende (meist objektive) Kreativität wie auf der Ebene der Genies. Alltägliche Kreativität ist die (meist subjektive) Kreativität, die sich bei vielen Arbeiten beobachten lässt, wie das Umgestalten eines Gartens oder das Improvisieren beim Kochen. Dabei existieren viele Übergänge von alltäglicher und außergewöhnlicher Kreativität. Beide entwickeln sich in einem Zusammenspiel von Persönlichkeitscharakteristika und Umgebungsbedingungen.

## Etymologie und Sprachgebrauch
Das Verb kreieren entstand im 15. Jahrhundert ursprünglich mit der Bedeutung ‘ernennen, erwählen’ als eine Entlehnung aus dem Lateinischen von creāre ‘(er)schaffen, (er)zeugen, (er)wählen’. In dieser Bedeutung wurde es noch Mitte des 19. Jahrhunderts gebraucht, z. B. jemanden zum Notar oder Doktor kreieren. In seinen jüngeren Bedeutungen als ‘(er)schaffen, erfinden’ ist es dagegen entlehnt vom (ebenfalls auf creāre beruhenden) französischen créer.
Das Adjektiv in der Schreibweise creativ ist eine Entlehnung des 19. Jahrhunderts aus dem Englischen. Gleiches gilt für das Substantiv Kreativität, das sich mindestens seit der Nachkriegszeit im deutschen Sprachraum nachweisen lässt.
Das Adjektiv kreativ wird in Wortkombinationen auch als Euphemismus gebraucht, um das Ausreizen und auch Verletzen von Regeln zu umschreiben, etwa bei kreative Buchführung.

## Definitionen von Kreativität
Dorsch kam noch 1994 (wie andere Forscher auch) zu dem Schluss, dass Kreativität kein scharf eingrenzbarer Begriff sei, dass sie also Raum zur Spekulation biete. Inzwischen ist jedoch seit Anfang der 2000er Jahre die oben genannte Definition die Standarddefinition von Kreativität. Darüber hinaus gibt es viele Abwandlungen von dieser Definition.

### Bedeutung von Nützlichkeit/Brauchbarkeit
Es wurde zum Beispiel auch vorgeschlagen, sich nur auf das Kriterium der Neuheit/Originalität zu beschränken. Das wurde jedoch kritisiert, da damit jede noch nicht dagewesene bizarre Handlung oder Äußerung schon als kreativ bezeichnet werden müsste.
Je nach Tätigkeitsfeld kann das Kriterium der Nützlichkeit und Brauchbarkeit auch weit gefasst werden. So kann der Nutzen oder der Wert z. B. von Kunst auch darin liegen, bei der künstlerisch tätigen Person selbst Emotionen auszudrücken (small c creativity) oder diese in anderen Personen hervorzurufen (big C Creativity). (siehe Außergewöhnliche und alltägliche Kreativität)

### Alternative Definitionen
Andere Autoren unterscheiden zwischen problemlösender Kreativität, die zur Lösung einer vorgegebenen Aufgabe erforderlich ist, und schöpferischer Kreativität, die der Erkundung künftiger Möglichkeiten dient. Winkelhofer nennt diese beiden Formen „normative“ bzw. „erforschende“ Kreativität.
Eine ältere Definition bezieht die Standarddefinition nur auf den kreativen Prozess: Der Kognitionspsychologe Joy Paul Guilford bezeichnete als kreativ jede neue, noch nicht dagewesene, von wenigen Menschen gedachte und effektive Methode, ein Problem zu lösen beziehungsweise die Miteinbeziehung von Faktoren wie Problemsensitivität, Ideenflüssigkeit, Flexibilität und Originalität. Demzufolge wäre Kreativität die zeitnahe Lösung (Flexibilität) für ein Problem mit ungewöhnlichen, vorher nicht gedachten Mitteln (Originalität) und mehreren Möglichkeiten der Problemlösung (Ideenflüssigkeit), die für das Individuum vor der Problemlösung in irgendeiner Weise nicht denkbar ist (Problemsensitivität).
Auch Wissenschaftler wie Stein (1953), John E. Drevdahl (1956) und Edward de Bono (1957) versuchten, Kreativität zu definieren, um sie messbar zu machen. De Bono prägte unter anderem den Begriff des lateral thinking, der als Querdenken in die deutsche Umgangssprache Einzug hielt. 1962 versuchten Getzel und Jackson, Kriterien festzulegen, die den kreativen Menschen als solchen erkennbar machen sollten. Dabei legten sie vier Hauptmerkmale fest, die sie als kreative, intelligente, moralische und psychologische Fähigkeiten bezeichneten. Weitere Definitionen stammen von D. W. MacKinnon (1962) und F. Barron (1965). Dabei definierte McKinnon Kreativität als eine Idee, die neu ist und gleichzeitig selten von mehreren Menschen gedacht wird, die zu verwirklichen ist und die der Verbesserung oder der Veränderung dient.

### Außergewöhnliche und alltägliche Kreativität
Bei Alltagskreativität unterliegt die Bewertung anderen Maßstäben als bei herausragender Kreativität. Vor allem bei Alltagskreativität geht es eher um den Nutzen für den Kreativen selbst, z. B. eigene Probleme zu lösen oder negative Erfahrungen zu verarbeiten. Bei alltäglicher Kreativität steht auch das kreative Erleben im Vordergrund.
Kreative Leistungen werden meist erst als solche anerkannt, wenn sie sich in irgendeiner Weise als nützlich für andere erweisen. Entsprechend ist herausragende Kreativität im Gegensatz zur alltäglichen nicht nur für die kreative Person, sondern auch für andere Menschen bedeutsam. Bei herausragender Kreativität geht es eher um die Bewertung durch andere Menschen, also die Frage, wie der Einzelne von außen über seine Kreativität und die dadurch entstehenden Problemlösungsfähigkeit bewertet wird.
Zwar entstanden durch die Phantasie eines Einzelnen Picassos kubistische Werke; Joan Mirós Werk ist ein Beispiel für die bildhauerische Kunst und Friedensreich Hundertwasser für architektonische Leistungen; aber der Psychologe Csikszentmihalyi geht davon aus, dass herausragende Kreativität immer in einem System von Individuum, Domäne und anerkennender Umwelt stattfindet. Vielfach wird herausragende Kreativität erst als solche bezeichnet und bewertet, wenn sie einhergeht mit einer völligen Neudefinition bekannter und akzeptierter Gesetzmäßigkeiten oder Bereiche; berühmte Beispiele dafür sind Arnold Schönberg (Zwölftonmusik), Pablo Picasso (Kubismus), Albert Einstein (Relativitätstheorie). Der Bruch mit alten Vorstellungen und Normen und die Schaffung eines neuen Paradigmas, fällt dann in den Bereich der Genies.
Alltagskreativität ist in der Bevölkerung normalverteilt ähnlich wie Intelligenz oder Körpergröße. Herausragende Kreativität ist stark rechtsschief verteilt. Entsprechend werden kreative Leistungen und Erfolge auf hohem Niveau nur selten erbracht. In einer Studie mit 905 Teilnehmern und zehn abgefragten Tätigkeitsfeldern (Bildende Kunst, Wissenschaft, …) erreichten je nach Tätigkeitsfeld etwa 0–6 Personen die achte (jeweilige höchste) Erfolgs- oder Leistungsstufe, d. h. weniger als 1 %.

## Kulturgeschichte der Kreativität
In der frühen Antike herrschte die Vorstellung vor, dass Inspiration und das Erschaffen von Neuem das Ergebnis göttlichen Eingreifens sind. In der griechischen Mythologie wird Schöpfung mit chaotischen und zerstörerischen Aspekten in Verbindung gebracht. Ähnliche Vorstellungen finden sich in der Bibel, im Hinduismus und Konfuzianismus. Auch in der Moderne findet sich die Vorstellung einer Dialektik von Ordnung und Chaos. So sagt Nietzsche in „Also sprach Zarathustra“: „Man muss noch Chaos in sich haben, um einen tanzenden Stern zu gebären“. Plato war der Ansicht, dass es nicht möglich ist, etwas vollständig Neues zu erschaffen (Creatio ex nihilo). Zu seiner Zeit wurde die Aufgabe von Kunst darin gesehen ein Ideal nachzuahmen oder sich ihm zumindest anzunähern. In der Spätantike trat der Bezug auf das Göttliche in den Hintergrund und Kreativität wurde eher mit dem ‚Daimon‘ oder ‚Genius‘ einer kreativen Person in Verbindung gebracht. Im Mittelalter wurde bedingt durch religiöse Einflüsse erneut der göttliche Aspekt von Inspiration hervorgehoben. In der Renaissance begann man, mit dem Wort „Genie“ nicht mehr einen göttlichen Ursprung in Verbindung zu bringen, sondern künstlerische Schaffenskraft oder die Quelle der Inspiration zu beschreiben. In der Romantik war es üblich, Kreativität und Genie miteinander zu vermengen, und tatsächlich kann diese Vermischung gut bis in die 1900er Jahre beobachtet werden.

## Forschungsgeschichte der Kreativität
Kreative Fähigkeiten und Leistungen sind Betrachtungs- und Forschungsobjekt mehrerer Wissenschaften, z. B. der Wissenschaftsgeschichte und der Wirtschaftswissenschaften. Joseph Schumpeter (1883–1950) schrieb in seinem 1911 erschienenen Werk Theorie der wirtschaftlichen Entwicklung Pionierleistungen nicht vorwiegend ökonomischem Eigennutz zu, sondern erklärte sie mit psychologischen Motiven, zu denen auch „Freude am Gestalten“ zählt. Schumpeter erkannte das Wechselspiel aus Innovation und Imitation als Triebkraft des Wettbewerbs. Die stark überarbeitete Neuauflage 1926 machte die Begriffe schöpferische Zerstörung und kreative Zerstörung in der Makroökonomie (und darüber hinaus) sehr bekannt. Zur unternehmerischen Kreativität gehört laut Schumpeter die Fähigkeit zur erfolgreichen Rekombination existierender Ressourcen und Kräfte.
Ein erster Ansatz empirischer Erforschung von Kreativität als Personencharakteristikum erfolgte bereits 1869 durch Galton. Er verfolgte ein Konzept von sogenannter „Eminenz“, in dem nicht nur Intelligenzfaktoren eine Rolle spielen. Für seine Studien untersuchte er 300 Familien mit rund 1000 herausragenden, männlichen Persönlichkeiten. Dazu gehörten u. a. Poeten, Musiker und Kunstmaler, deren Verwandtschaft untereinander bezüglich des Vorhandenseins ähnlicher Begabungen untersucht wurden. Hierbei stellte er erstmals statistische Vergleiche zu kreativen Eigenschaften an und erkannte dabei insbesondere bei miteinander verwandten Künstlern stärkere Zusammenhänge. Dafür hatte er Musiker und Maler zu einer statistischen Klasse zusammengefasst. Neben seiner Theorie von Vererbbarkeit solcher „Eminenzen“ zieht er aber auch schon zusätzliche Erklärungen wie z. B. erzieherische und soziale Einflüsse auf die Ausprägung von Kreativität in Betracht.
Seit 1950 begannen, ausgelöst durch Guilford, intensive empirische Forschungen. Er markierte einen Wendepunkt in der Kreativitätsforschung. Er stellte zum einen fest, dass in den 25 Jahren zuvor von 121.000 erschienenen psychologischen Arbeiten nur etwa 186 relevante Titel zum Thema Kreativität verfasst worden waren und rief dazu auf, diesem Bereich mehr Aufmerksamkeit zu widmen. Zum anderen gipfelte seine Rede in der These: „Jeder Mensch ist kreativ!“; damit widersprach er dem bis dahin vorherrschenden Hochbegabten-Paradigma und öffnete die Tür für ein breiteres Kreativitätsverständnis und nachfolgende spezielle Kreativitätsforschungen.
Guilford leitete sein Verständnis von Kreativität von seinem Strukturmodell der Intelligenz ab, indem er diejenigen Intelligenzfaktoren als für die Kreativität relevant bestimmt, die Voraussetzung divergenten Denkens sind. Neben der Bestimmung von Kreativität als intelligente Fähigkeit wurde diese Auffassung dahingehend kritisiert, dass divergentes Denken und Kreativität nicht gleichzusetzen sind: Während ursprünglich angenommen wurde, dass divergentes Denken Kreativität ausdrückt und konvergentes Denken dessen Fehlen, entspricht diese Dichotomie nicht mehr dem aktuellen Stand der Kreativitätsforschung.
Guilford steuerte weitere Aspekte wie sozioökonomische, wissenschaftliche und pädagogische Gesichtspunkte in Bezug auf die Definition von Kreativität bei und schuf somit die Grundlage zur Messung kreativer individueller Problemlösungen. Guilfords Forschung konnte das Wesen der Kreativität aber nur teilweise erhellen, da er in erster Linie alltägliche Kreativität erforschte. Außergewöhnliche Kreativität wurde empirisch-psychologisch erst später untersucht vor allem von Dean Keith Simonton (siehe Artikel Genie).
Weitere Impulse erhielt die Kreativitätsforschung aus der sprunghaften Entwicklung der Hirnforschung durch die Anwendung neuer bildgebender Verfahren, die es ermöglichen, Denkprozesse im Gehirn in verschiedenen Arealen genau zu lokalisieren und voneinander abzugrenzen. Dabei werden moderne bildgebende Verfahren bei der Untersuchung des kreativen Prozesses eingesetzt. Die kreative Leistung wird erbracht während kreative Testpersonen im Scanner liegen; entsprechende Kontrollgruppen werden dafür gebildet.
Die Erforschung kreativer Prozesse unter den Aspekten ihrer Beherrschbarkeit, Berechenbarkeit und Verwertung hat in der Innovationsforschung an Bedeutung gewonnen.
Wissenschaftstheoretiker haben festgestellt, dass kreative Leistungen oft an Grenzstellen zwischen wissenschaftlichen Domänen auftreten, seltener in den Domänenkernen selbst. Diese halten lange an etablierten Theorieansätzen fest (siehe auch Paradigmenwechsel). Das gilt auch für die psychologische Kreativitätsforschung selbst, die z. B. durch die Investmenttheorie der Kreativität von Sternberg und Lubart (1996) neue Impulse durch Analogien aus anderen Domänen empfangen hat.
Seit Ende der 1990er Jahre wird auch der Begriff Kultur- oder Kreativwirtschaft verwendet, um alle Aktivitäten zur Herstellung und zum Vertrieb von urheberrechtlich geschützten Produkten zu beschreiben, die dem Ziel dienen, Geld zu verdienen. Heute gibt es in Europa eine Vielzahl von Ansätzen, wie man Kreativität als Wirtschaftstätigkeit verstehen und interpretieren kann. Das Kulturministerium Großbritanniens spricht von Creative Industries und hat dazu verschiedene Studien veröffentlicht. In den Wirtschaftswissenschaften gilt Kreativität heute als eine wichtige Ressource bei der Entwicklung neuer Geschäftsmodelle.

## Kreativitätsblockaden
Impulse aus der Umwelt (Erziehung, Ausbildung, Arbeitsklima usw.) führen oft zu Verhaltensweisen, die das kreative Potenzial hemmen oder sogar blockieren. Wissenschaftler wie z. B. Edward de Bono, Howard Gardner, Mark Runco, Teresa Amabile (2008) und Shelley Carson haben typische Kreativitätsblockaden aufgezeigt:
- Strikte Zielorientierung, starre Lösungswegfixierung und Methodismus im Sinne der Bindung an etablierte Problemlösungsrituale – Die mechanische Vorgehensweise bei der Problemlösung und das Handeln nach vorgeprägtem Ritual hält davon ab, nach effizienteren Vorgehensweisen zu suchen oder neue Lösungen auszuprobieren.
- Angst vor Versagen / Misserfolg – Die Vermutung, dass Angst vor Fehlschlägen mit gehemmter Kreativität einhergehen könnte, konnte bisher nicht empirisch bestätigt werden.[48]
- Starker Bewertungsdruck – Die Angst vor Bewertung der eigenen Person hat einen umgekehrt u-förmigen Zusammenhang zur Kreativität. Das bedeutet, Angst auf niedrigem Niveau ist für Kreativität förderlicher als keine Angst vor Bewertung; Bewertungsangst auf hohem Niveau ist für Kreativität hinderlich.[49]
- Schwache Bindungen zwischen Betroffenen, die kreativ sein wollen – Schwache Bindungen mit begrenztem Wissen und soziale Distanz hemmen die Kreativität.[50]
- Zeitdruck – Als unkontrollierbare wahrgenommene Elemente einer Situation wie zeitliche Einschränkungen bei einer Aufgabe sind für Kreativität hinderlich.[49]
- Gedankliche Schranken – Vielfach behindern individuelle Befindlichkeiten (Werte, Normen etc.), alte Glaubenssätze („das macht man nicht …“ usw.) oder vermeintliche äußere Schranken innovative Ideen bzw. den Ideenfluss. Glaubenssätze stammen z. B. aus Erziehung und Religion. Es wird am Althergebrachten festgehalten. Im schlimmsten Fall führt das zu einem selbst auferlegten Denkverbot, der „Schere im Kopf“, die Ideen und Lösungen schon beim Entstehen verwirft, weil an mögliche negative Konsequenzen gedacht wird. Es gilt als bei kreativen Prozessen hilfreich, Ideen ungefiltert zu produzieren und diese nicht zu früh zu bewerten bzw. zu verwerfen (Trennung von Ideengenerierung und Ideenbewertung).[51]
- Ideenäußerung der anderen Teammitglieder – Durch die Kommentare und Ideen von anderen kommt es zu eigenen Produktionsblockaden, da die eigene Ideenfindung unterbrochen wird, oder die Ideen vergessen werden.[52]
- Soziales Faulenzen – Die einzelnen Teammitglieder sind bei einfachen Aufgaben zur Ideengenerierung weniger kreativ, weil die Einzelleistung unbekannt ist.[52]
- Negative Einstellung – Positive Sichtweisen erleichtern es, offen auf die Umwelt zuzugehen.
- Konformitätsdruck – Wir werden zu einem gewissen Konformismus erzogen, denn Anpassung und Angleichung an gesellschaftliche Normen ist für deren Funktionieren notwendig. Konformität kann Denken und Handeln einengen. Nicht umgesetzte oder abgelehnte Ideen können Verunsicherung bewirken.
- Gruppendenken mit starkem Netzwerkzusammenhalt – Erstens werden dadurch ausgetauschte Informationen eher redundant, da alle sich „das Gleiche erzählen“ und scheinbar „das Gleiche wissen“. Zweitens wird durch das Gruppendenken der soziale Druck bei der Ideenfindung erhöht. Dabei kann der soziale Druck dazu führen, dass die betroffenen Personen eine schnelle Lösung finden sollen, welche von der Gruppe akzeptiert wird, anstatt nach originellen und kreativen Ideen zu suchen.[53]
- Keine Autonomie, Arbeiten unter Zwang – Wenn man jedoch autonom und frei arbeiten kann, ist man freier von Bürokratie und anderen Verantwortungen, die Innovationsprozesse und damit Kreativität unterbrechen.[54]
- Zweiteilung zwischen Arbeit und Spiel – Das Trennen zwischen „hier die Arbeit“ und „dort das Vergnügen bzw. Spiel“ kann ein Nachteil sein. Spielerisches Ausprobieren kann die Entwicklung von Neuem begünstigen (siehe Kreativitätstechniken).

Die Vermutung, dass Perfektion anstrebende Menschen weniger kreativ sind, konnte bisher nicht empirisch bestätigt werden.

## Die kreativen Bausteine

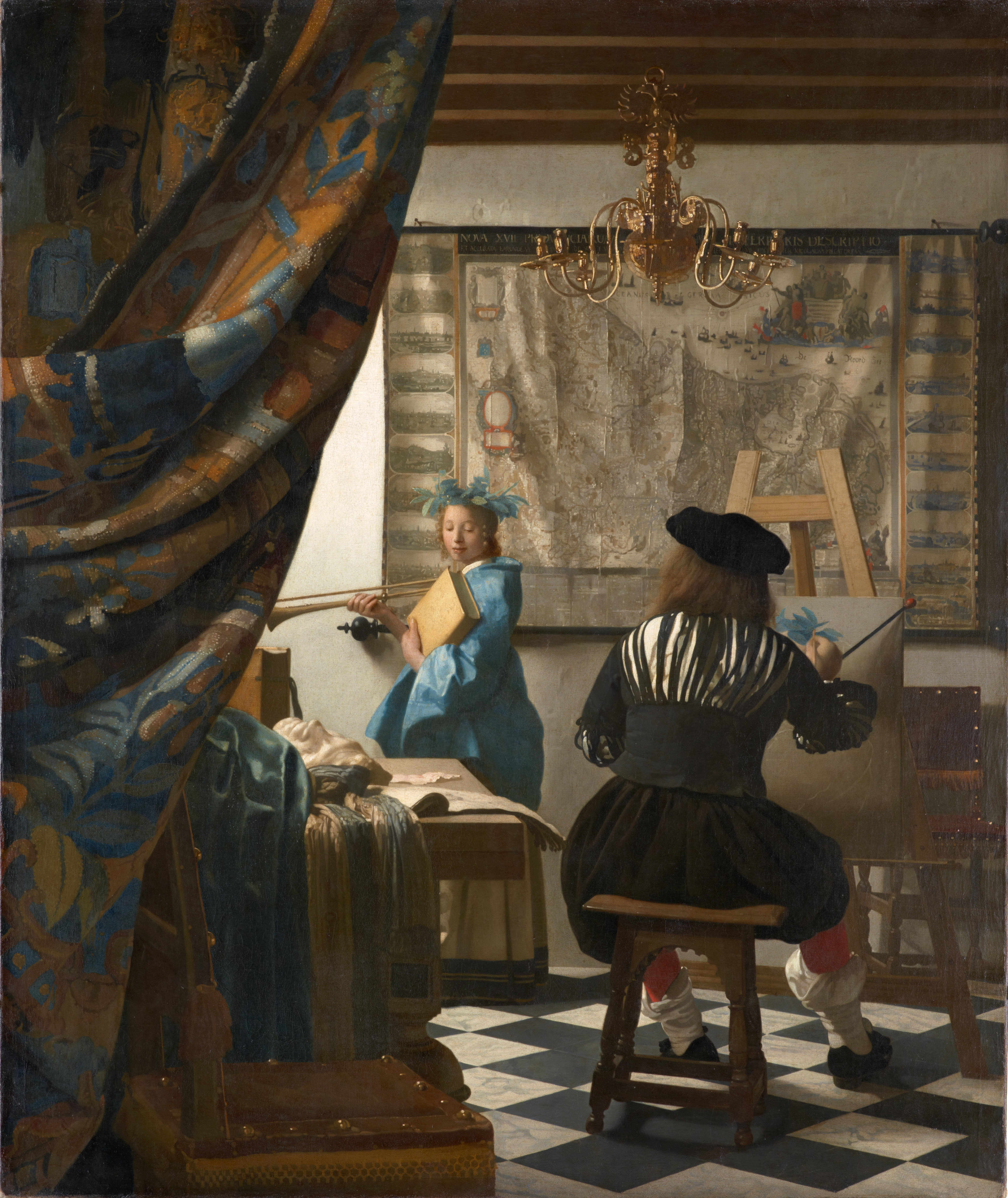
Im Gemälde „Die Malkunst“ von Jan Vermeer (1664/68 oder 1673) sind alle vier Ps der Kreativität enthalten

Mel Rhodes, ein US-amerikanischer Wissenschaftler, gab dem Begriff Kreativität in den 1960er Jahren eine bis heute noch immer gültige Unterteilung in vier verschiedene Grundelemente, die sogenannten vier Ps der Kreativität. Sie helfen, den oftmals noch diffusen Begriff praxisbezogen zu unterteilen, und umfassen
- Die kreative Person
- Den kreativen Prozess
- Das kreative Produkt
- Das kreative Umfeld (orig.: press – the relationship of human beings and their environment. d. h. Umgebungs- oder Situationseigenschaften).

Diese Beschreibung hat, aus konzeptionell-beschreibender Sicht, bis heute noch eine fundamentale Bedeutung und wird vor allem im anglo-amerikanischen Sprachraum mit dem Begriff „absichtliche Kreativität“ in Verbindung gebracht. Es gab und gibt wiederholte Versuche, die vier Ps um weitere P-Begrifflichkeiten zu ergänzen, die aber bislang weder schlüssig waren, noch sich in der Kreativanwendung durchsetzen konnten.
Für alle vier Elemente gibt es Faktoren, die für das Auftreten von Kreativität z. T. förderlich, z. T. auch notwendige Voraussetzungen sind. Diese wirken dann miteinander nicht in additiver, sondern in einer interagierenden Weise, damit Kreativität entstehen kann. Eine 2023 veröffentlichte Metaanalyse über 84 Studien hinweg verglich zwölf Methoden zur Steigerung von Kreativität bei Erwachsenen. Diese fand, dass komplexe Trainingsmethoden, Meditation und kulturelle Exposition am wirksamsten waren. Drogenkonsum hingegen erhöhte die Kreativität nicht.

### Die kreative Person
Aus den nachfolgend genannten Fähigkeiten und Einstellungen entstehen nur neue und brauchbare Produktionen, wenn flüchtige Einfälle festgehalten und ausgearbeitet werden.
Bei den Merkmalen kreativer Personen lassen sich kognitive Aspekte und Persönlichkeitsmerkmale unterscheiden. Kreative Personen müssen nicht alle diese Eigenschaften aufweisen.

#### Persönlichkeitsmerkmale
Laut einer Meta-Analyse mit insgesamt ca. 13.000 Personen aus 80 Studien sind kreative Menschen autonom, introvertiert, offen für neue Erfahrungen, Normen anzweifelnd, selbstbewusst, selbst-akzeptierend, ehrgeizig, dominant, ablehnend, wenig verträglich und impulsiv.
Darüber hinaus wurden in weiteren Studien folgende Merkmale gefunden:
- Beharrlichkeit – Problemlöseprozesse sind nicht immer schnell zu erledigen, sondern erfordern ein hohes Energiepotenzial. Dies zeigt sich durch konstruktive Hartnäckigkeit.
- Intrinsische Motivation – Das „intrinsische Motivationsprinzip der Kreativität“ besagt, dass intrinsisch motiviertes Handeln für Kreativität förderlich ist, während extrinsische Motivation ihr entgegensteht. Intrinsische Motivation ist die Motivation, an einer Sache in erster Linie um ihrer selbst willen zu arbeiten, weil es Spaß macht, befriedigend, herausfordernd oder anderweitig fesselnd ist.[61] Menschen sind am kreativsten, wenn sie durch ein leidenschaftliches Interesse motiviert werden.[62] In Selbst-Auskünften angegebene Motive einer kreativen Tätigkeit nachzugehen werden u. a. genannt: die Möglichkeit, seine Vorstellungskraft zu nutzen; sich frei zu fühlen; Emotionen zu regulieren; sich selbst ausdrücken; und das Selbstwertgefühl zu stärken.[63]
- Ambiguitätstoleranz – Kreative haben die Fähigkeit, eine verwickelte, widersprüchliche und unsichere Situation auszuhalten und gleichwohl an deren Bewältigung zu arbeiten. Sie werden von Ambivalenz, Widersprüchen, Unklarheiten, ungelösten Spannungen und Komplexität nicht eingeschüchtert. Dadurch können schnelle bzw. einseitige Lösungen verhindert werden.
- Spontanität – Kreative Menschen können spontan handeln und reagieren. Sie orientieren sich nicht nur an eigenen Prinzipien und Gewohnheiten oder äußeren Regelungen.[64]
- Glaube an die eigene Kreativität[65] – Wer an die eigene Kompetenz glaubt, geht Schwierigkeiten nicht aus dem Weg und hat eine höhere Frustrationstoleranz. Laut einer Meta-Analyse gibt es einen positiven Zusammenhang zwischen Selbstwirksamkeit und allen Messverfahren für Kreativität (siehe Kreativitätstest). Allerdings ist der Zusammenhang unterschiedlich ausgeprägt und reicht je nach angewendetem Verfahren von schwach (r = 0,19 bei zeichnerischen Leistungstest) bis stark (r = 0,53 bei selbst eingeschätzter Kreativität).[66]
- Präferenz für Komplexität[67][68] – Kreative bevorzugen komplexe und asymmetrische Figuren gegenüber einfachen und symmetrischen Figuren. Sie empfinden erstere eher als lebendig und dynamisch.
- Neugier – Sie gibt den Anstoß, Probleme zu identifizieren und Informationen zu sammeln. Beides sind erste Schritte des kreativen Prozesses.[69]

Selbstreflexion, Kritikfähigkeit und der Mut zur Veränderung sind entscheidend. Außer diesen kreativen Fähigkeiten gibt es individuelle Persönlichkeitseigenschaften, wie Konflikttoleranz und Vitalität, die zusätzlich das kreative Potenzial einer Person beeinflussen und begünstigen.
Außerdem schrieben die Kreativitätsforscher Sternberg und Lubart (2006) in ihrer Investmenttheorie der Kreativität eine spezifische Erfolgsintelligenz zu. Einer guten Idee folgt die Überzeugung der Umwelt vom Wert dieser Idee; es entsteht eine Nachfrage, die den Wert der Idee steigert. So müssen kreative Personen hohe Problemsensibilität und einen guten Sinn für Themenwahl haben.

#### Kognitive Merkmale

##### Divergentes Denken
Guilford verstand Kreativität als eine spezielle Form des Denkens. Er unterschied „konvergentes Denken“ (bei klar umrissener Problemstellung mit genau einer Lösung) von „divergentem Denken“ (the kind that goes off in different directions; bei unklarer Problemstellung und mehreren Lösungsmöglichkeiten). Divergentes Denken umfasst mehrere Dimensionen:
- Problemsensitivität (erkennen, dass und wo ein Problem besteht)
- Ideenflüssigkeit (in kurzer Zeit viele Ideen hervorbringen)
- Flexibilität (gewohnte Wege des Denkens verlassen; neue Sichtweisen entwickeln)
- Redefinition (bekannte Objekte neu verwenden, improvisieren)
- Elaboration (Anpassen der Ideen an Realität)
- Originalität (Ungewöhnlichkeit).[71]

Wegen ihrer Bedeutung für kreative Leistungen und Erfolge wird die Fähigkeit zu divergentem Denken genutzt, um das kreative Potential von Personen zu messen (siehe Kreativitätstest). Die einzelnen Dimensionen haben dabei eine unterschiedliche Bedeutung laut einer Metaanalyse aus 27 Studien mit insgesamt über 47.000 Personen. Beispielsweise korreliert Elaboration höher mit kreativen Leistungen und Erfolgen als Ideenflüssigkeit. Allerdings ist divergententes Denken in unterschiedlichen Tätigkeitsfeldern unterschiedlich wichtig. So gibt es z. B. den größten Zusammenhang zu divergentem Denken in den Bereichen Führung und Kunst, den geringsten im Bereich Musik.

##### Intelligenz
Die führende Vorstellung über das Zusammenspiel von Intelligenz und Kreativität ist die sogenannte Schwellenhypothese (threshold hypothesis). Sie besagt, dass eine gewisse intellektuelle Fähigkeit eine notwendige Bedingung für Kreativität ist. Empirische Untersuchungen fanden dazu einen Schwellenwert von etwa 85 IQ-Punkten, wenn das Kriterium für Kreativität ist, möglichst viele Ideen zu haben. Darüber hinaus zeigte sich jedoch, dass ein IQ von 120 IQ-Punkten die Schwelle für das Hervorbringen möglichst vieler origineller Ideen ist. Oberhalb dieser Schwelle ist der Einfluss von Persönlichkeitsmerkmalen wichtiger als Intelligenz. Für kreative Leistungen über reine Ideen hinaus wurde keine Schwelle gefunden. Entsprechend können Menschen mit Lernbehinderung künstlerisch außerordentlich kreativ sein.
Wie wichtig ein gutes Gedächtnis für Kreativität ist, hängt davon ab, wie letztere gemessen wird. Die Fähigkeit, Informationen im Langzeitgedächtnis zu speichern und später darauf schnell zugreifen zu können, ist verbunden mit zeichnerischer, aber nicht mit sprachlicher Kreativität oder Selbstberichten zur Kreativität.

##### Schulische Leistungen
Eine Metastudie von 120 Studien mit insgesamt über 50.000 Teilnehmern fand einen geringen bis mittleren Zusammenhang (r = 0,22) zwischen schulischer Leistung und Kreativität. Der Zusammenhang ist stärker (r = 0,33) bei Schülern der middle school (etwa 13–15 Jahre alt).
Vielen Schulsystemen wird vorgeworfen, durch eine zu starke Orientierung auf Wissenserwerb und Begrifflichkeit frühzeitig Kreativität verkümmern zu lassen. Die Lerntheorien des Konstruktivismus kombinieren deshalb den klassischen Wissenserwerb mit freien Unterrichtsmethoden, damit der Lernende seine Umwelt als ein Feld von Hürden, die er mit Hilfe kreativer Lösungsansätze überwinden kann, erlebt. Erziehungs- und Bildungseinrichtungen, in denen auf Ermutigung Wert gelegt wird, fördern die Kreativität (Frederick Mayer).

#### Angeborene und erlernte Aspekte
Wenn Kreativität anhand von typisch kreativem Verhalten bestimmt wird, gemessen mit Selbstberichten oder Berichten von Personen aus der Peergroup, beträgt die Erblichkeit von Kreativität 62 %. Andererseits beträgt die Erblichkeit von zeichnerischer Kreativität gemessen mit Leistungstests 26 %. Mit anderen Worten, individuelle Unterschiede im typischen kreativen Verhalten sind weitgehend angeboren, während individuelle Unterschiede bei kreativer geistiger Leistungsfähigkeit weitgehend erlernt sind. Mütter, die in ihrem Umgang mit dem Kind nicht nüchtern, sondern emotional involviert/engagiert sind, haben dabei Kinder mit geringerer kreativer Kognition.
Eine Meta-Analyse konnte die jeweilige Effektivität von unterschiedlichen Techniken, die Kreativität zu trainieren, herausarbeiten: Am besten funktionieren Kreativitätstrainings, die die Technik der Analogiebildung hervorheben, und solche, die einüben, Einschränkungen der Situation oder Umgebung zu identifizieren. Dagegen haben Trainingsformen, die auf expressiven Ausdrucksformen beruhen, stark negative Effekte auf die kreative Leistung.

### Der kreative Prozess
Da kreative Denkprozesse häufig unbewusst ablaufen, werden neue Einfälle oft als Eingebung einer überpersönlichen Wesenheit (Musenkuss) oder eine mystische Führung erlebt.
Ein kreativer Prozess lässt sich in verschiedene zeitliche Phasen unterteilen. Historisch einflussreich war das Vier-Phasen-Modell von Graham Wallas (1926), das in den 1990er Jahren Mihály Csíkszentmihályi und im folgenden Jahrzehnt Marc A. Runco weiterentwickelten. Diese Phasen treten jedoch selten in Reinform auf und sind eher rekursiv als linear. Dabei wurde z. B. auch das Erlangen einer Einsicht bzw. ein Aha-Erlebnis lange Zeit als eine wichtige Phase des kreativen Schaffensprozesses gesehen. Inzwischen zeigen aber Studien, dass die Fähigkeit, Aufgaben durch Einsicht bzw. mit Aha-Erlebnis zu lösen, nicht positiv mit Kreativität korreliert ist.
Beim Kreativsein kommt dem neuronalen Zusammenspiel von begrifflich-isolierendem und logisch-kausalem Denken mit nonverbalem, assoziativ und ganzheitlichem Denken, das früher der nicht dominanten Hirnhälfte zugeordnet wurde, eine besondere Bedeutung zu. Im kreativen Prozess findet ein Wechselspiel von konvergentem und divergentem, konzentriertem und assoziativem Denken statt. Von großer praktischer Bedeutung sind die sogenannten Ruhenetzwerke, deren ungestörtes Funktionieren kombinatorisches Denken ermöglicht.
Konzeptuelle Neukombinationen und neue Wissensstrukturen entstehen durch das Verknüpfen von zuvor unterschiedlichen Konzepten oder, alternativ, durch die Neuordnung von Elementen innerhalb eines Konzepts. Entsprechend sind sowohl allgemeines Wissen als auch fachspezifisches Wissen für Kreativität von Bedeutung, wobei Letzteres vor allem bei Experten wichtig ist.
Nach Csikszentmihalyi (1996) tritt im kreativen Schaffensprozess oft ein besonderer Bewusstseinszustand – eine Art Trance – auf, der als Flow (Fließen) bezeichnet wird und meist mit einem vorübergehenden Verlust des Zeitbewusstseins einhergeht. Dieser Zustand ist zugleich konzentriert und assoziativ.
Kreative Prozesse können auch im Schlaf oder Halbschlaf ablaufen. Berühmte Beispiele sind Nikola Teslas Vision von der Drehstromübertragung oder Friedrich August Kekulés Traum von der Benzolformel. Manche kreative Personen versuchen diesen Prozess durch Klarträume aktiv zu beeinflussen.
Der kreative Denkprozess kann durch Kreativitätstechniken gefördert und beschleunigt werden. Zu diesen rechnet man u. a. die Synektik, das Brainstorming, De Bonos Six Thinking Hats u. v. a., in den Ingenieurwissenschaften z. B. auch TRIZ oder die Kepner-Tregoe-Matrix.

### Das kreative Produkt
Die Bewertung eines kreativen Produkts unterliegt unterschiedlichen Faktoren. Zum Beispiel führen Charakteristika des bewertenden Individuums (wie seine Persönlichkeit und sein Geschmack) zu unterschiedlichen Präferenzen. Eine Studie von über 90.000 Personen zeigte, dass Persönlichkeitsmerkmale, wie Offenheit für Erfahrung, starke Korrelate der Präferenzen für bestimmte Gemälde und für das Genießen von Besuchen in Kunstgalerien sind.
Bei der Bewertung durch eine Gruppe ist es erst durch eine (oft implizite) Einigung auf eine Definition und Maßstäbe zur Messung von Kreativität möglich, Kreativität zu bewerten und zu messen. Dieser Vorgang unterliegt dabei auch immer dem Zeitgeist.
Dennoch spielen auch personenunabhängige, objektive Eigenschaften des kreativen Produkts, die nicht dem Zeitgeist unterliegen, eine Rolle für die Bewertung. In einer Untersuchung der musikalischen Originalität von 15.618 Themen aus der klassischen Musik wurde die Bedeutung der objektiven Merkmale und des Zeitgeists untersucht. Sowohl die musikalische Originalität eines Themas relativ zu seinen zeitgenössischen Werken (dem Zeitgeist) als auch seine „absolute“ Originalität trugen in ähnlicher Größenordnung zur Popularität eines Themas bei. Ähnliche Ergebnisse konnten auch für sprachliche Originalität gezeigt werden.
In der Kunst erfordert der hier geltende Innovationszwang, dass Kreativität mit Normenbruch, also dem Verstoß gegen tradierte Normen, einhergeht.

### Das kreative Umfeld
Beim kreativen Umfeld wird zwischen der Mikro-Ebene und der Makro-Ebene unterschieden. Die Mikro-Ebene betreffen die unmittelbare Umgebung der kreativen Person oder die Situation, in der die kreative Tätigkeit ausgeführt wird. Sie wird auch als Kreativklima (in Anlehnung an das Arbeitsklima) bezeichnet. Die Makro-Ebene umfasst die soziokulturellen Aspekte, den politischen Rahmen und den Zeitgeist. Die soziokulturellen Aspekte werden gelegentlich auch als kreatives Milieu bezeichnet.

#### Kreativklima
Forschungen in der Sozialpsychologie von Schlenker und Weigold zufolge gehen Kreative in dem Maße nicht konform, indem das Problem nach ihren Kriterien nicht anders zu bewältigen ist. Doch die Bewertung von Kreativität durch eine soziale Gruppe erweist sich als Barriere, wenn eine Problemlösung von der Gruppe für nicht durchführbar gehalten und verworfen wird. Das kann bei Spracharmut der Gruppenmitglieder ohne jegliche Begründung geschehen. Ein nonkonformes Individuum wird bei dieser Konstellation unterdrückt oder ausgegrenzt. In seltenen Fällen wurden Kreative als verrückt angesehen, die jedoch nach ihrem Ableben gefeiert wurden. Diese Reaktion entspringt dem Gruppengefühl und dem Bild, das eine Gruppe von sich selbst hat. Jeder, der mit der Gruppe konform ist, bringt weniger Störungen und vermeintlich weniger Rückschläge in den Erfolgen der Gruppe. Von den potentiell beeinflussenden Faktoren des Kreativklimas haben Herausforderung, intellektuelle Anregung und positiver kollegialer Austausch einen besonders starken Einfluss. Eine sinnvolle, involvierende Arbeit, die zum Nachdenken anregt und einen Gedankenaustausch ermöglicht, fördert Kreativität und Innovation in einer Gruppe oder Organisation.

#### Kreatives Milieu
Der Begriff des kreativen Milieus wurde durch die sogenannte GREMI-Gruppe (Groupe de Recherche Européen sur les Milieux Innovateurs) geprägt. Seit 1984 forscht eine Gruppe französischsprachiger Soziologen und Regionalwissenschaftler nach den Ursachen für die Unterschiede in der Innovationsfähigkeit und -tätigkeit verschiedener Regionen. Die Gesamtheit der Beziehungen in einem kreativen Milieu soll, eingebunden in das soziokulturelle Umfeld (Embeddedness), nach Roberto Camagni (1991) zu einem kreativen kollektiven Lernprozess führen. Als Voraussetzung für die Realisierung gelten neben der räumlichen Nähe auch das Vorhandensein von gemeinsamen Wertvorstellungen und Vertrauen, Zugehörigkeitsgefühl, ein zusammenhängender Wahrnehmungsraum, gemeinsame organisatorische Formen und Methoden, die Unsicherheit reduzieren, sowie reger Austausch und niedrige Transaktionskosten.
Ein weiterer Faktor des kreativen Milieus ist die Religiosität der betreffenden Region. So wurde für ca. 3.000 US-amerikanische Counties der Anteil der Personen, die der kreativen Klasse angehören, mit der Anzahl der Kirchen pro Einwohner verglichen. Es zeigte sich, dass ein moderat negativer Zusammenhang zwischen der Kirchendichte und der kreativen Klasse besteht: Je höher die Kirchendichte, desto geringer der Anteil der kreativen Klasse. Der negative Zusammenhang blieb auch bestehen, wenn man andere Faktoren wie Bildung, Einkommen, politische Orientierung, Grad der Verstädterung und vorherrschende Industrie berücksichtigte. Der Autor interpretiert dieses Ergebnis dahingehend, dass Religiosität hinderlich für ein kreatives Milieu ist.
Die unterschiedlichen Kulturen der Menschheit, deren Gepflogenheiten und das Lebensumfeld bringen immer wieder neue Formen der Verarbeitung und Rekombination der in ihr vorhandenen Materialien und Ideen hervor, sodass sich die Herkunft einer kreativen Lösungen nicht immer nachweisen lässt. Wird eine Idee von verschiedenen Menschen zu einem späteren Zeitpunkt einer Überprüfung unterzogen, kann es geschehen, dass diese im Rahmen eines sich ändernden Zeitgeistes erst dann für durchführbar oder nutzbringend erklärt wird. So zum Beispiel das erste Fluggerät nach den Zeichnungen von da Vinci oder die Entwicklung des ersten Fernglases durch die Entdeckung Galileo Galileis.
Allerdings kann das kreative Milieu nur das allgemeine kreative Level von Gemeinschaften oder Institutionen vorhersagen, nicht von einzelnen Personen. Zum Beispiel, „mag das allgemeine Milieu weitgehend erklären, warum die Renaissance in Italien begann, aber nicht, warum Michelangelo seine italienischen Zeitgenossen überragte.“

##### Materielle Einschränkungen
Über die Thematik, ob materielle Einschränkungen (z. B. Geld, Materialien, Ausrüstung) oder Notsituationen wie Kriegsereignisse oder Naturkatastrophen die Kreativität fördern oder hemmen, kursieren kontroverse Diskussionen in der Forschung. Innerhalb der psychologischen und betriebswirtschaftlichen Forschung gibt es zu diesem Thema zwei konkurrierende Ansichten.
Auf der einen Seite vertreten Wissenschaftler die Ansicht, dass materielle Einschränkungen und Notsituationen einen negativen Einfluss auf die Kreativität ausüben, indem sie deren Entfaltung unterdrücken. Befürworter dieses Standpunktes betonen die Wichtigkeit von adäquaten Ressourcen im jeweiligen Arbeitsumfeld, um die Voraussetzungen für kreative Ergebnisse zu schaffen. Dazu zählt unter anderem das Experimentieren mit neuen Lösungsansätzen und das Generieren von Ideen.
Auf der anderen Seite wird angenommen, dass Menschen dazu neigen, an etablierten Routinen und Lösungen festzuhalten, solange sie nicht gezwungen werden, von diesen abzuweichen. In Übereinstimmung mit dieser Annahme unterstreicht Neren, dass materielle Knappheit einer Vielzahl an Innovationen zugrunde liegt und damit ein wichtiger Treiber der Kreativität ist. Exemplarisch zeigen hierzu Michael Gibbert und Philip Scranton die Fallstudie der Entwicklung von Düsentriebwerken während des Zweiten Weltkriegs auf, in dem Materialknappheit eine entscheidende Rolle bei der Entwicklung einer funktionsfähigen Lösung gespielt hatte. Für den Experimentalpsychologen Siegbert A. Warwitz sind allgemeine Krisenzeiten wie ein Konjunktureinbruch, eine Pandemie oder ein Kriegsgeschehen von außen kommende druckintensive Anlässe und Chancen, sich neu zu orientieren und die eigenen Lebensverhältnisse neu zu organisieren. Dies gelte sowohl für den Einzelnen wie für ganze Gesellschaften. Der Erneuerungsimpuls und Zwang zur Eigeninitiative wirke sich dabei umso stärker aus, je weniger Hilfe von außen, von anderen, zu erwarten ist. Dies zeigen beispielsweise immer wieder sehr deutlich die von Betroffenen ergriffenen Selbsthilfemaßnahmen nach Naturkatastrophen und Kriegsereignissen. Das schließt nicht aus, dass Fremdhilfen zur Selbsthilfe dabei sehr förderlich sein können. Als besonders produktiv und kreativitätssteigernd erweisen sich Notsituationen nach Warwitz immer dann, wenn sie auf eine dynamische Wagnismentalität und eine flexible Reform- und Erneuerungsbereitschaft bei den betroffenen Menschen bzw. den politischen Entscheidungsträgern treffen.
Um diese gegensätzlichen theoretischen Annahmen zu vereinen, wurden Kontingenzmodelle entwickelt. Die Idee hinter diesen Modellen ist, dass bestimmte Kontingenzfaktoren, wie z. B. Kreativitätsklima oder kreativitätsfördernde Fähigkeiten, die Beziehung zwischen materiellen Einschränkungen und Kreativität moderieren. Diese Faktoren spiegeln wider, dass im Zusammenhang mit materiellen Einschränkungen bei der Bewältigung kreativer Aufgaben größere Herausforderungen bestehen und damit auch höhere Ansprüche an die Motivation und Fähigkeiten derer, die die Aufgaben bearbeiten. Werden diese Ansprüche erfüllt, wird angenommen, dass die positiven Wirkungen von materiellen Einschränkungen auf die Kreativität zur Geltung kommen, wenn nicht, überwiegen eher die negativen Wirkungen. In Abhängigkeit von den Kontingenzfaktoren liegt somit entweder ein positiver oder negativer Zusammenhang zwischen materiellen Einschränkungen und Kreativität vor.

## Bedeutung für die wirtschaftliche Produktivität
In einer Studie wurde die Bedeutung von tertiärer Bildung und Kreativität der lokalen Bevölkerung für die Produktivität einer Region verglichen anhand der Daten von 257 Regionen der EU. Unterschieden wurden dabei Berufstätige mit Studienabschluss in kreativen Berufsfeldern (z. B. Natur- und Sozialwissenschaften, Life Science und Gesundheit, Lehrer, Ingenieurwesen …) von Berufstätigen mit Studienabschluss in nichtkreativen Berufsfeldern (Regierungs- und Behördenmitarbeiter, Manager, Geschäftsleute, Anwälte …). Für die Analyse wurden auch andere potenziell beeinflussende Eigenschaften der Regionen berücksichtigt, wie von dort stammende Patente, der Grad der kulturellen Diversität und Toleranz, Spezialisierungsgrad im Bereich verarbeitendes Gewerbe, Siedlungsstruktur, Populationsdichte und Entwicklungslevel der Region. Der Anteil der Berufstätigen mit Studienabschluss in kreativen Berufsfeldern hatte dabei einen etwa viermal so starken Effekt auf die Produktivität wie der Anteil der Berufstätigen mit Studienabschluss in nichtkreativen Berufsfeldern.

## Kreativität und psychische Störungen
Seit der Antike existiert der Mythos eines Zusammenhangs von Kreativität mit psychischen Störungen: Plato (?) spricht von poetischer Verrücktheit; von Theophrast (?), einem Schüler des Aristoteles, ist der Satz überliefert, dass alle außergewöhnlichen Männer Melancholiker seien. Allerdings fährt der Text fort, dass die Melancholie bei manchen so stark werde, dass sie krank würden. In diesem Sinne ist Melancholie also nicht primär als krankhaft anzusehen, sondern eher als Zustand psychischer Labilität.
Nach einer Untersuchung von Kay Redfield Jamison beträgt die Häufigkeit bipolarer Störungen bei kreativen Persönlichkeiten das Zehnfache der Häufigkeit bei der Allgemeinbevölkerung. Mehr als ein Drittel aller zwischen 1705 und 1805 geborenen englischen und irischen Dichter litten gemäß Jamison an bipolaren Störungen, mehr als die Hälfte an Stimmungsstörungen. Nach gegenwärtigem Verständnis steht Kreativität nur mit milden Formen oder Teilaspekten von psychischen Erkrankungen in Zusammenhang, während stark ausgeprägte psychische Erkrankungen die Kreativität behindern. So sind beispielsweise einzelne positive Symptome von Schizophrenie mit höherer Kreativität assoziiert, während Schizophrenie als Gesamterkrankung mit geringerer Kreativität in Verbindung steht. Auch Persönlichkeitsstörungen im klinisch nicht auffälligen Bereich stehen in Verbindung mit Kreativität. So haben z. B. Personen mit histrionischer und schizoider Tendenz eine bessere Fähigkeit zu divergentem Denken.
Häufig dienen kreative Aktivitäten auch der Bewältigung und Transformation von Spannungen oder negativen Erlebnissen.

## Kreativitätstests
Den oben genannten verschiedenen Bausteinen entsprechend gibt es in der psychologischen Diagnostik unterschiedliche Ansätze zur Erfassung der individuellen Kreativität. Dabei beschränken sich die Messverfahren aufgrund des komplexen Konzepts der Kreativität meist nur auf spezifische Teilaspekte.
Die Fähigkeit zu divergentem Denken bietet dabei einen Ansatz zur Identifizierung von kreativen Personen. Die Verfahren haben heute eine ähnliche Bedeutung wie die Bestimmung intelligenter Leistungsfähigkeiten. Beispielsweise werden in Eignungstests für Bewerber auch kreative Potenziale ermittelt. Die Reliabilität und Validität dieser Testverfahren galt als gering. Kritiker wandten ein, dass Tests zum divergenten Denken nur mittelmäßig mit tatsächlich anerkannten kreativen Leistungen korrelieren. Dem gegenüber wird jedoch darauf hingewiesen, dass diese Tests nur das Potential für Kreativität messen. Eine Meta-Analyse konnte zudem zeigen, dass zwar die Quantität kreativer Leistungen stärker mit dem IQ zusammenhängt, deren Qualität aber stärker mit der Fähigkeit zu divergentem Denken. Insbesondere der englische Torrance Test of Creative Thinking (TTCT) weist gute Vorhersagefähigkeiten auf. Im deutschen Berliner Intelligenzstrukturmodell wird zwar mit der Komponente „Einfallsreichtum“ die Fähigkeit zu divergentem Denken erfasst, aber es wurde kritisiert, dass dabei der Fokus auf der flexiblen Ideenproduktion liegt.
Eine Alternative stellen biographische Methoden dar. Diese Verfahren nutzen quantitative Kennwerte wie z. B. die Anzahl an Veröffentlichungen, Patenten oder Aufführungen eines Stücks. Laut einer Metaanalyse zur prädiktiven Validität diagnostischer Verfahren haben biographische Fragebögen im Vergleich zu anderen Erfassungsmethoden die beste Vorhersageleistung für berufliche Kreativität. Während diese Methode ursprünglich für hochkreative Persönlichkeiten entwickelt wurde, gibt es sie heute auch als Selbstauskunftsfragebögen ergänzt um häufige, weniger herausragende Tätigkeit wie dem Schreiben einer Kurzgeschichte oder Kreieren eigener Rezepte. Der auch auf Deutsch vorliegende Creative Achievement Questionnaire ist der in der Forschung am häufigsten genutzte Selbstauskunftsfragebogen. Dieser fragt in zehn unterschiedlichen Bereichen (z. B. Bildende Kunst, Musik) im Leistungsgrad ansteigende kreative Tätigkeiten ab.
Anhand einer Untersuchung von 974 auf Kreativität bezogenen Variablen konnte mit Hilfe einer Variante der Metaanalyse gezeigt werden, dass der TTCT und biografische Selbstauskunftsfragebögen am besten geeignet sind, um Kreativität zu messen.